# Абель, Яков Фридрих
Я́ков Фри́дрих А́бель — (нем. Jakob Friedrich von Abel; 9 мая 1751, Вюртемберг — 7 июля 1829, Шорндорф) — немецкий философ.
Получил образование в Денкендорфской, Маульбронской и Тюбингенской семинариях. Уже на 21 году был назначен профессором философии при Карловской академии (Karlsakademie) в увеселительном замке Солитюд, и здесь в числе первых признал гений Шиллера.
В 1776 году переселился вместе с академией в Штутгарт, в 1790 году получил кафедру практической философии в Тюбингенском университете, а в 1811 году занял место прелата и генерал-суперинтенданта в Эрингене и соединённое с этим саном звание члена высшего духовно-евангелического учреждения в Вюртемберге.
Его многочисленные сочинения, написанные в молодые годы, имеют предметом разные отрасли философской науки, а именно: психологию, метафизику, учение о нравственности, и в основу их положен господствовавший в Германии до Канта эклектицизм. Впоследствии Абель стремился к согласованию основ своего учения с учением Канта.
Из позднейших работ Абеля следует упомянуть:
- Ausführliche Darstellung über die Beweise vom Dasein Gottes (Гейльбронн, 1817)
- Philosophische Untersuchungen über die letzten Gründe des Glaubens an Gott (Гейльбронн, 1818 г., второе издание — Штутгарт, 1820)
- Ausführliche Darstellung des Grundes unsers Glaubens an Unsterblichkeit (Франкфурт-на-Майне, 1826).